# Coupe des Nations 1930
La Coppa delle Nazioni (in francese Coupe des Nations) fu un torneo di calcio organizzato nell'estate del 1930 a Ginevra (Svizzera) dal club svizzero del Servette. La squadra era reduce dalla vittoria del campionato svizzero e festeggiava i 40 anni dalla sua fondazione, e organizzò questo evento in contrasto con la prima edizione della Coppa del Mondo, che si tenne nello stesso periodo in Uruguay: allo stesso, solo pochi stati europei (Belgio, Francia, Romania e Jugoslavia) avevano mandato la loro rappresentativa. La manifestazione segnò anche l'inaugurazione dello Stadio di Charmilles.
In molti vedono in questo torneo il vero predecessore della UEFA Champions League, dato che fu il primo evento organizzato per le squadre campioni delle rispettive nazioni europee. Furono infatti invitati i club campioni di tutte le maggiori nazioni europee del periodo pre-bellico, ad esclusione delle squadre britanniche che furono escluse dalla FIFA. Il torneo venne vinto dagli ungheresi dell'Újpest Dosza, che segnarono 16 reti e ne subirono 1 in 4 partite. Dopo la vittoria, la squadra si autonominò Campione dei Campioni (nome che riporta ulteriormente alla Champions League attuale).
Negli anni successivi sarebbero stati effettuati diversi tentativi di creare un torneo dedicato ai Campioni d'Europa. Un primo tentativo di ospitare la competizione sarebbe stato effettuato da alcune città del Nord-Italia nel 1931, ma abbandonato per problemi di natura finanziaria. Nel 1937, durante l'Esposizione Internazionale «Arts et Techniques dans la Vie moderne» che si sarebbe tenuto a Parigi, sarebbe stato creato un torneo che si sarebbe candidato come successore di quello disputato a Ginevra, ma solo 2 squadre campioni avrebbero accettato l'invito. Dopo di ciò sia Zurigo, che avrebbe ospitato l'esposizione universale Schweizerische Landesausstellung nel 1939, sia Roma (che avrebbe dovuto ospitare l'esposizione nel 1942), avrebbero cercato di riorganizzare l'evento, però senza successo.
I maggiori campioni nazionali furono riuniti per la prima volta dal 1930 solo dopo la creazione della UEFA nel 1954, che diede via alla Coppa dei Campioni nel 1955.

## Partecipanti
| Nazionalità               | Squadra         | Titolo                                                                                 |
| ------------------------- | --------------- | -------------------------------------------------------------------------------------- |
| Austria (bandiera)        | First Vienna    | Coppa d'Austria nel 1928-1929 e 1929-1930, 3º posto nel campionato austriaco 1929-1930 |
| Belgio (bandiera)         | Cercle Brugge   | 1º posto nel campionato belga 1929-1930                                                |
| Cecoslovacchia (bandiera) | Slavia Praga    | 1º posto nel Campionato cecoslovacco 1929-1930                                         |
| Francia (bandiera)        | Sète            | Coppa di Francia nel 1929-1930                                                         |
| Germania (bandiera)       | Greuther Fürth  | 1º posto nel campionato tedesco 1928-1929                                              |
| Ungheria (bandiera)       | Újpest Dosza    | Coppa dell'Europa Centrale 1929, 1º posto nel campionato ungherese 1929-1930           |
| Italia (bandiera)         | Bologna         | 1º posto nel campionato italiano 1928-1929                                             |
| Paesi Bassi (bandiera)    | Go Ahead Eagles | 1º posto nel campionato olandese 1929-1930                                             |
| Spagna (bandiera)         | Real Unión      | Coppa del Re 1927 e 6º posto nel campionato spagnolo 1929-1930                         |
| Svizzera (bandiera)       | Servette        | 1º posto nel Campionato svizzero 1929-1930                                             |

Note:
- Il Real Unión Irún fu annunciato come Campione di Spagna 1929, in maniera completamente errata (dato che il club finì al 9º posto nella stagione 1928-1929 ed eliminato nei 16esimi di finale della Coppa).
- Sia il Bologna che l'Irún furono autorizzati a far scendere in campo anche giocatori non facenti parte del club.
- Le federazioni calcistiche di Grecia e Norvegia mandarono lettere di protesta agli organizzatori, in quanto i loro campioni nazionali non erano stati invitati al torneo.
- Il Bologna si presentò in ritardo alla manifestazione: il match contro gli olandesi del Go Ahead fu disputato solo dopo la prima partita dei quarti di finale. Entrambe le squadre (al di là del risultato) parteciparono ai quarti di finale, in quanto alla perdente fu data una wild card per il passaggio al turno successivo.

## Tabellone

### Primo turno
| Data      | Squadra #1      | Risultato   | Squadra #2     |
| --------- | --------------- | ----------- | -------------- |
| 28 giugno | Servette        | 0 - 7       | First Vienna   |
| 29 giugno | Séte            | 3 - 4 (dts) | Greuther Fürth |
| 29 giugno | Slavia Praga    | 4 - 2       | Cercle Brugge  |
| 30 giugno | Újpest Dosza    | 3 - 1       | Real Unión     |
| 2 luglio  | Go Ahead Eagles | 0 - 4       | Bologna        |

### Spareggi
| Data      | Squadra#1  | Risultato | Squadra#2     |
| --------- | ---------- | --------- | ------------- |
| 1º luglio | Servette   | 2 - 1     | Cercle Brugge |
| 1º luglio | Real Unión | 5 - 1     | Sète          |

(Squadre sconfitte eliminate, i vincitori passarono ai quarti)

### Quarti di finale
| Data     | Squadra #1      | Risultato | Squadra #2     |
| -------- | --------------- | --------- | -------------- |
| 2 luglio | First Vienna    | 7 - 1     | Greuther Fürth |
| 3 luglio | Go Ahead Eagles | 0 - 7     | Újpest Dosza   |
| 3 luglio | Real Unión      | 1 - 2     | Slavia Praga   |
| 4 luglio | Servette        | 4 - 1     | Bologna        |

### Semifinali
| Data     | Squadra #1   | Risultato | Squadra #2   |
| -------- | ------------ | --------- | ------------ |
| 5 luglio | Újpest Dosza | 3 - 0     | Servette     |
| 5 luglio | First Vienna | 1 - 3     | Slavia Praga |

### Finale 3º posto
| Data     | Squadra #1   | Risultato | Squadra #2 |
| -------- | ------------ | --------- | ---------- |
| 6 luglio | First Vienna | 5 - 1     | Servette   |

## Finale
| Arbitro: | Stanley Rous |

|                           |           |  |
| János Köves 25’, 64’, 77’ | Marcatori |  |

| ÚJPEST DOSZA: |  |                 |
|               |  |                 |
| GK            |  | János Aknai     |
| DF            |  | Gyula Dudás     |
| DF            |  | József Fogl (C) |
| MF            |  | Ferenc Borsányi |
| MF            |  | Béla Volentik   |
| MF            |  | János Víg       |
| FW            |  | Albert Ströck   |
| FW            |  | István Avar     |
| FW            |  | János Köves     |
| FW            |  | Illés Spitz     |
| FW            |  | Gábor Szabó     |
| Allenatore:   |  |                 |
| Lajos Bányai  |  |                 |

| SLAVIA PRAGA: |  |                       |
|               |  |                       |
| GK            |  | František Plánička    |
| DF            |  | Adolf Fiala           |
| DF            |  | Antonín Novák         |
| MF            |  | Antonín Vodička       |
| MF            |  | Adolf Šimperský       |
| MF            |  | Václav Šubrt          |
| FW            |  | František Junek       |
| FW            |  | Jindřich Šoltys       |
| FW            |  | František Svoboda (C) |
| FW            |  | Antonín Puč           |
| FW            |  | Václav Bára           |
| Allenatore:   |  |                       |
| John Madden   |  |                       |